# Stafford (motorfiets)
Stafford is een Brits historisch merk van scooters.
De bedrijfsnaam was: T.G. John & Company Ltd., Stafford Auto-Scooters Ltd., Coventry.
Na de Eerste Wereldoorlog ontstond er in het Verenigd Koninkrijk behoefte aan lichte, eenvoudige voertuigen die ook door mindervaliden en vrouwen eenvoudig bereden konden worden. Bovendien ontstond er een (korstondige) mode rondom gemotoriseerde steps, die in die tijd de naam "scooter" kregen. Deze beperkte rage ontstond waarschijnlijk met de Amerikaanse Autoped die al vanaf 1910 werd geproduceerd, maar veel meer bedrijfjes begonnen deze te produceren, zoals Austro Motorette in Graz, Autoglider in Birmingham, Autosco in Londen,  ČAS in Praag, Grigg in Twickenham, Skootamota in Walton-on-Thames, Silva en Willow in Londen.
Thomas George Johnson begon in 1919 met de productie van stationaire motoren, carburateurs en scooters. Zijn scooter noemde hij "Stafford Mobile Pup", hoewel de naam "Mobile Pup" al in 1913 door Alliot Verdon-Roe voor zijn Mobile gemotoriseerde step was gebruikt.
Johnson's Mobile Pup had een tamelijk moderne, door Johnson zelf ontwikkelde eencilinder kopklepmotor met een boring van 55 mm en een slag van 60 mm waardoor de cilinderinhoud op 147,8 cc kwam. Deze motor zat links naast het voorwiel. Door het grote gewicht naast het voorwiel werd het een tamelijk instabiel voertuig, waarbij ook nog de brandstoftank boven het voorwiel lag. Om dit enigszins te compenseren zat het zware vliegwiel rechts, aangedreven door de naaf van het wiel heen. Via een tandwielstelsel werd diezelfde naaf aangedreven. Om het gewichtsverschil van het voorwiel ten opzichte van het achterwiel te compenseren had de machine (zoals de Autoped) een naar achteren hellend stuur. Naar wens kon de klant kiezen voor een grote bagagekoffer voor op de treeplank.
De machine werd geen succes, vooral door de concurrentie van de door Granville Bradshaw ontwikkelde ABC Skootamota, die niet alleen de motor boven het achterwiel had, maar ook nog een zadel, waardoor de machine populair werd onder postbodes en telegrambestellers. Bovendien werd de Skootamota in 1920 verbeterd toen de kop/zijklepmotor werd vervangen door een kopklepmotor.
Van de Stafford Mobile Pup werden waarschijnlijk niet meer dan 1000 exemplaren gebouwd en de productie eindigde in 1921. Dat einde kwam niet zozeer door de matige verkoopcijfers, maar vooral omdat Thomas George Johnson samen met Geoffrey de Freville het automerk Alvis opstartte.

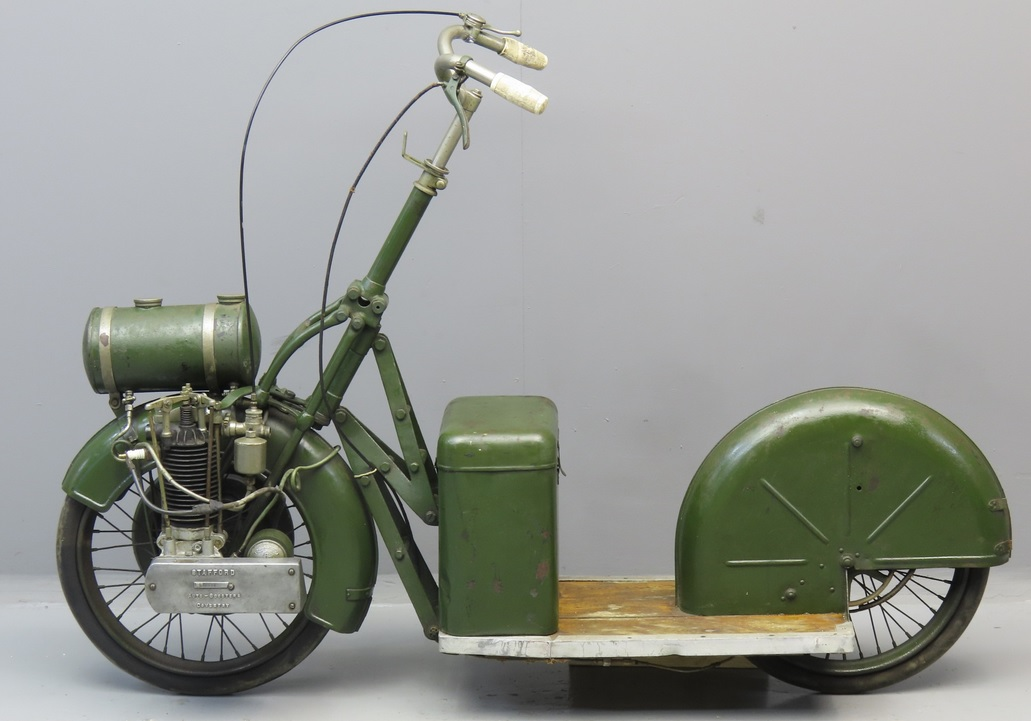
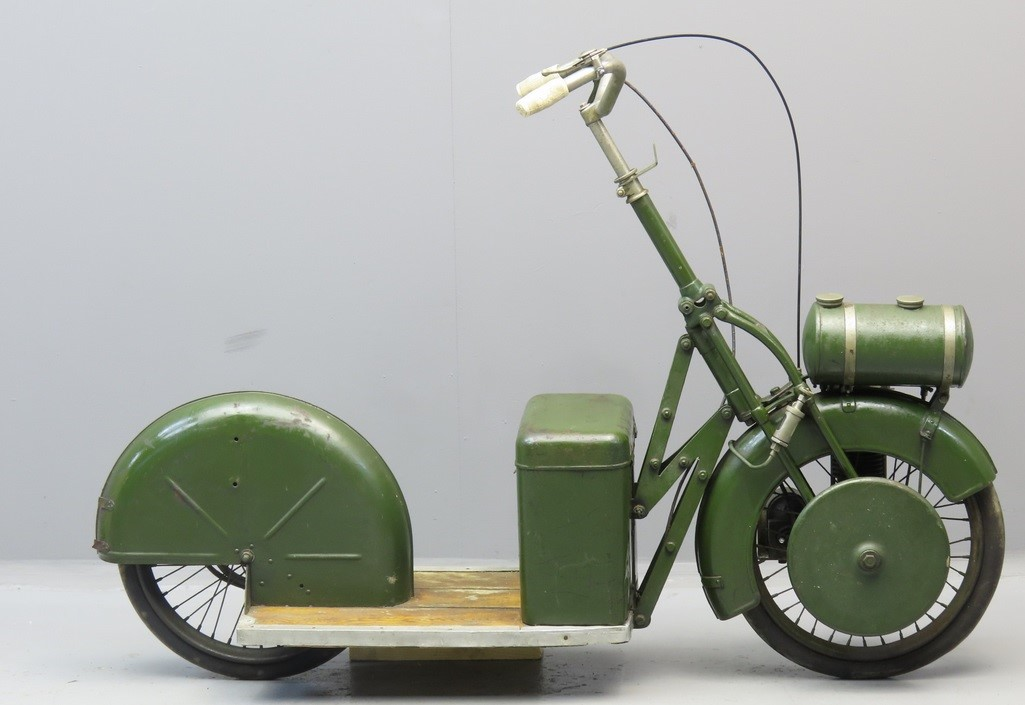
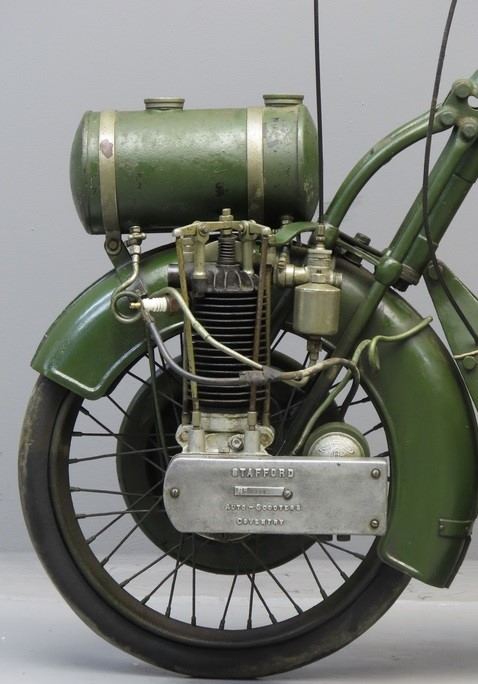
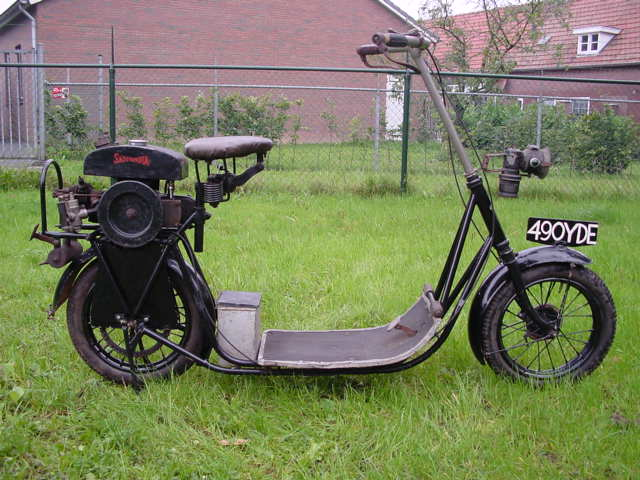
De ABC Skootamota stuurde lichter omdat de motor achterop zat, en had bovendien een zadel

## Trivia
Thomas George John had al de naam "Mobile Pup" gekopieerd van Alliot Verdon-Roe, maar voor zover bekend werd hem dat niet kwalijk genomen. Toen hij later het driehoekige logo van zijn automerk Alvis presenteerde, protesteerde Verdon-Roe wel, want het leek veel op dat van zijn vliegtuigfabriek AVRO. Daarop draaide Alvis zijn driehoek om, nu met de punt naar beneden.